# Klardorf (Schwandorf)
Das Pfarrdorf Klardorf ist ein Gemeindeteil der Stadt Schwandorf und eine Gemarkung im Oberpfälzer Landkreis Schwandorf (Bayern).

## Geschichte

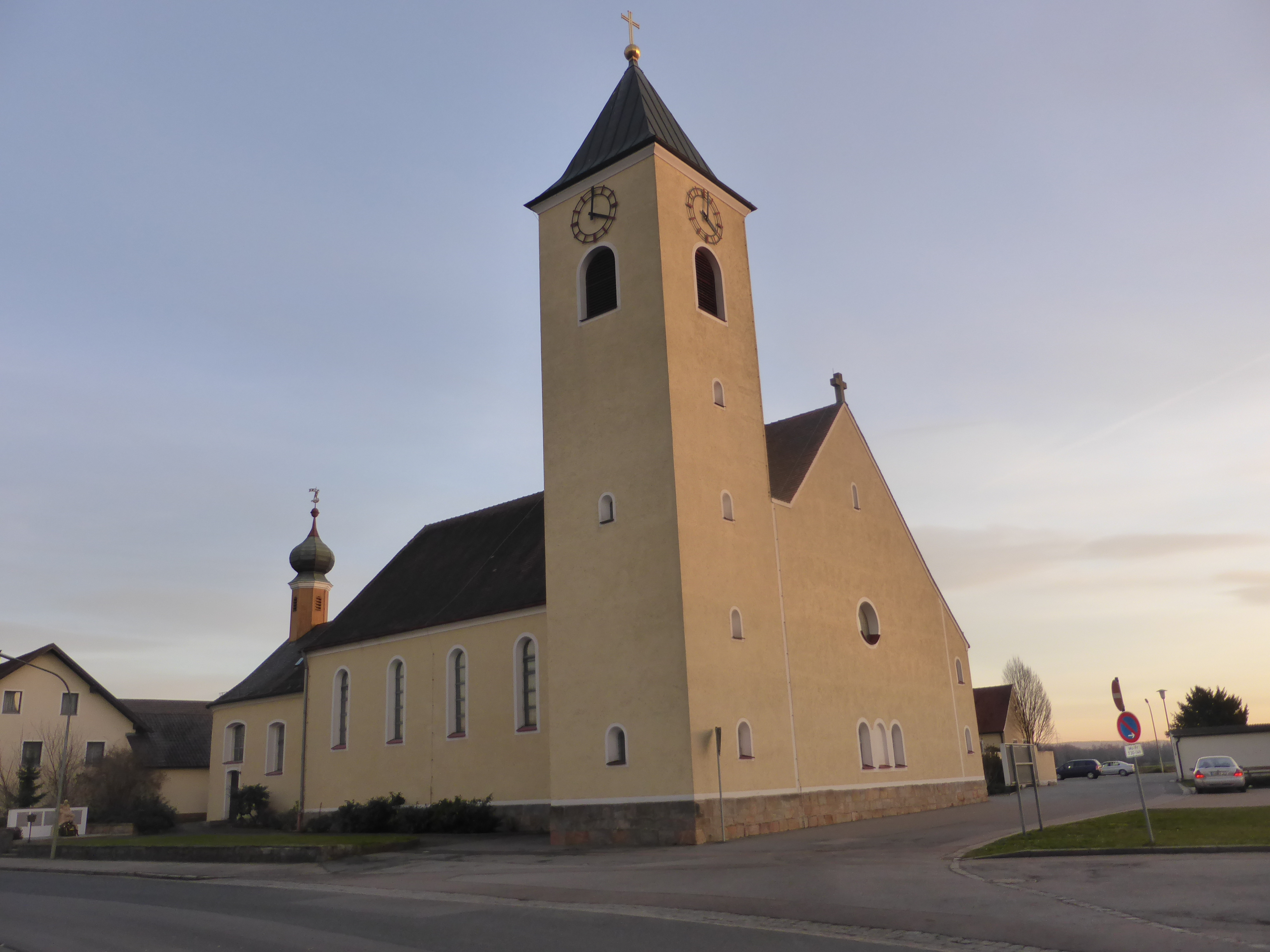
Pfarrkirche St. Georg (Klardorf)

Klardorf wird im Jahr 1224 als Klaidorf urkundlich erwähnt, das Kloster Prüfening hatte hier Besitzungen. Die katholische Pfarrkirche St. Georg in Klardorf ist im Kern spätromanisch, mit Neubau des Langhauses von 1926.
Im Jahre 1818 entstand mit dem bayerischen Gemeindeedikt die politische Gemeinde Zielheim mit den Orten
- Klardorf (Pfarrdorf)
- Oberweiherhaus (Einöde)
- Stegen (Weiler)
- Unterweiherhaus (Einöde)
- Zielheim (Dorf)

Die Gemeinde Zielheim, damals Landkreis Burglengenfeld, wurde 1950 in Klardorf umbenannt. Im Zuge der Gebietsreform in Bayern wurde die Gemeinde Klardorf am 1. Mai 1978 nach Schwandorf (Landkreis Schwandorf) eingemeindet.